# توری‌بیدان گرمسیری
توری‌بیدان گرمسیری (نام علمی: Arrhenophanidae) نام یک تیره از راسته پروانه‌سانان است.